# Сива боја
Сива је прелазна боја између црне и беле боје. То је неутрална или ахроматска боја, која изворно значи без боје. То је боја облачног неба, боја пепела и олова. Њена РГБ вредност је 128, 128, 128, а хексадецимални запис гласи #808080.
Прва забележена употреба сиве као назива боје на енглеском језику била је 700. године. Grey боја је доминантан правопис у европском и енглеском језику Комонвелта, иако је gray остало у уобичајеној употреби у УК до друге половине 20. века. Gray је преферирани амерички правопис од апроксиматно 1825. године, иако је grey прихваћена варијанта.
У Европи и Северној Америци, истраживања показују да је сива боја која се најчешће повезује са неутралношћу, конформизмом, досадом, неизвесношћу, старошћу, равнодушношћу и скромношћу. У једној анкети, за омиљену боју одабрао ју је само један одсто испитаника.

## У науци, природи и технологији

### Олујни облаци
Белина или тама облака је функција њихове дубине. Мали, пахуљасти бели облаци лети изгледају бело, јер се сунчева светлост распршује ситним капљицама воде које садрже, и та бела светлост долази до ока гледаоца. Међутим, како облаци постају све већи и гушћи, бела светлост не може да продре кроз облак и одбија се од врха. Облаци изгледају најтамније сиви током грмљавине, када могу бити високи и до 20.000 до 30.000 стопа.
Стратиформни облаци су слој облака који покрива цело небо и који имају дубину од неколико стотина до неколико хиљада стопа дебљине. Што су облаци дебљи, то су тамнији одоздо, јер мали део сунчеве светлости може да прође. Одозго, у авиону, исти облаци изгледају савршено бели, али са земље небо изгледа суморно и сиво.

### Седа коса
Боју људске косе ствара пигмент меланин, који се налази у језгру сваке власи. Меланин је такође одговоран за боју коже и очију. Постоје само две врсте овог пигмента: тамни (еумеланин) или светли (феомеланин). Комбиновани у различитим комбинацијама, ови пигменти стварају све природне боје косе.
Сам меланин је производ специјализоване ћелије, меланоцита, која се налази у сваком фоликулу длаке, из којег коса расте. Како коса расте, меланоцит убризгава меланин у ћелије косе, које садрже протеин кератин и који сачињава косу, кожу и нокте. Све док меланоцити настављају да убризгавају меланин у ћелије косе, коса задржава своју првобитну боју. У одређеном узрасту, међутим, који варира од особе до особе, количина убризганог меланина се смањује и на крају престаје. Коса, без пигмента, постаје седа и на крају бела. Разлог за овај пад производње меланоцита је неизвестан. У издању часописа Наука из фебруара 2005. године, тим научника са Харварда сугерисао је да је узрок неуспех матичних ћелија меланоцита да одрже производњу есенцијалних пигмената, због старости или генетских фактора, након одређеног временског периода. За неке људе, слом долази у двадесетим годинама; за друге, много година касније. Према сајту часописа Scientific American}-, „Уопштено говорећи, међу белцима 50 процената је 50 процената седо до 50. године.“ Одрасли мужјаци горила такође имају сребрну длаку, али само на леђима – погледајте Физичке карактеристике горила.

### Оптика
Током векова, уметници су традиционално стварали сиво мешањем црног и белог у различитим пропорцијама. Они су додали су мало црвене да би добили топлију сиву, или мало плаве за хладнију сиву. Уметници би такође могли да направе сиву мешањем две комплементарне боје, као што су наранџаста и плава.
Данас се сива боја на телевизорима, компјутерским екранима и телефонима обично ствара коришћењем RGB модела боја. Црвено, зелено и плаво светло комбиновано пуним интензитетом на црном екрану чини бело; смањењем интензитета могуће је креирати нијансе сиве.
У штампању, сива се обично добија са CMYK моделом боја, користећи цијан, магенту, жуту и црну. Сива се производи коришћењем црне и беле, или комбиновањем једнаких количина цијан, магента и жуте. Већина сивих има хладан или топао тон, јер људско око може открије чак и малу количину засићености боја. Жута, наранџаста и црвена стварају „топло сиво”. Зелена, плава и љубичаста стварају „хладно сиво“. Када се не дода боја, боја је „неутрално сива“, „ахроматска сива“ или једноставно „сива“. Слике које се у потпуности састоје од црне, беле и сиве се називају монохроматским, црно-белим или сивим тоновима.
|                           |                           |
| Топла сива                | Хладна сива               |
| Помешана са 6% жуте боје. | Помешана са 6% плаве боје |

 модел
Сиве вредности резултирају када r = g = b, за боју (r, g, b)
 модел
Сиве вредности настају када c = m = y = 0, за боју (c, m, y, k). Осветљеност се подешава варирањем k. У теорији, свака смеша где је c = m = y је неутрална, али у пракси су такве мешавине често муљно смеђе (погледајте дискусију о овој теми).
 и  модел
Ахроматске сиве немају нијансу, тако да је h код означен као „недефинисан” помоћу цртице: --; сиве боје такође настају кад год је s 0 или недефинисан, као што је случај када је v 0 или l је 0 или 1
| HTML име боје  | Узорак            |                           | Хекс триплет |
| -------------- | ----------------- | ------------------------- | ------------ |
|                | (приказ по имену) | (приказ по хекс триплету) |              |
| gainsboro      |                   |                           | #DCDCDC      |
| lightgray      |                   |                           | #D3D3D3      |
| silver         |                   |                           | #C0C0C0      |
| darkgray       |                   |                           | #A9A9A9      |
| gray           |                   |                           | #808080      |
| dimgray        |                   |                           | #696969      |
| lightslategray |                   |                           | #778899      |
| slategray      |                   |                           | #708090      |
| darkslategray  |                   |                           | #2F4F4F      |

### Пигменти
Све до 19. века уметници су традиционално стварали сиво једноставним комбиновањем црног и белог. Рембрант ван Рајн је, на пример, обично користио оловно бело и било угљеничну чађ или црну боју слоноваче, заједно са примесама плаве или црвене да охлади или загреје сиву.
Почетком 19. века на тржишту се појавила нова сива, Пејнова сива. Пејнова сива је тамноплаво-сива, мешавина ултрамарина и црне или ултрамарина и сијене. Име је добила по Вилијаму Пејну, британском уметнику који је сликао аквареле крајем 18. века. Прва забележена употреба Пејнове сиве као назива боје на енглеском била је 1835. године.

### Нанотехнологија исива слуз
Сива слуз је хипотетички сценарио краја света, познат и као екофагија: наноботи који се самореплицирају ван контроле троше сву живу материју на Земљи док граде више својих копија.

## Симболика
У западној култури, сива боја симболизује рафинираност и монотонију. С друге стране, она се везује та мудрост, постојаност, зрелост, као и компромис.
У Европи и Америци, сива је једна од најмање популарних боја. У једном европском истраживању, само 1% мушкараца је изјавило да је то њихова омиљена боја, а 13% ју је назвало својом најомраженијом бојом; одговори жена су готово подједнаки. Према речима Еве Хелер, историчару боја, „сива је сувише слаба да би се назвала мужевном, а сувише опасна да би се убрајала у женске боје. Сива боја није ни топла, ни хладна, ни материјална, ни духовна. Са њом, ништа не делује да се одлучи.“

## Сива боја уживотињском свету
- Сиви вук
- Сиви кит
- Сива жуна
- Сива лисица
- Сиви соко
- Сива фока
- Сива чапља
- Сива врана

## Нијански сиве
- Магла у Венецији.
- Блокови олова као заштита радиоактивних узорака.
- Вулкански пепео излази из отвора на кратеру Пик, на Аљаски.
- Метеорит Гибеон
- Сиви вук.